# Pea Ridge (Benton County, Arkansas)
Pea Ridge ist eine Stadt innerhalb des Benton Countys im US-amerikanischen Bundesstaat Arkansas mit 6659 Einwohnern (Stand: Volkszählung 2020). Sie ist eine Vorstadt von Bentonville. Die Kleinstadt ist vor allem als Schauplatz einer der entscheidenden Schlachten des Sezessionskriegs bekannt, der Schlacht am Pea Ridge, die etwa 8 km östlich der Stadt stattfand. Der Ort der Schlacht ist als Pea Ridge National Military Park erhalten geblieben.

## Geografie
Pea Ridge liegt im Norden von Benton County, nördlich von Bentonville.

## Geschichte
Weiße Siedler begannen im Jahrzehnt vor der Staatsgründung von Arkansas im Jahr 1836 mit der Beanspruchung von Land in der Gegend. Die offizielle Geschichte der Stadt beginnt am 6. August 1850, als das erste Postamt eingerichtet wurde. Die Stadt wurde von Robert Carroll Foster angelegt, und Robert H. Wallace fungierte als erster Postmeister. Zunächst bestand der Name der Stadt aus einem Wort, Pearidge, wurde aber bald in zwei Wörter geändert. Die Siedler von Pea Ridge waren meist Bauernfamilien. Die frühen Bauernhöfe konzentrierten sich in der Regel mehr auf die Deckung des Familienbedarfs und weniger auf die Produktion von Feldfrüchten für den Markt. Der Bau einer Eisenbahn brachte in den 1880er Jahren verstärkte wirtschaftliche Entwicklung.
1862 fand hier eine wichtige Schlacht des Sezessionskriegs statt. Dabei besiegten Truppen der Nordstaaten (Union) unter Brigadegeneral Samuel Ryan Curtis die Truppen der Südstaaten (Konföderation) unter Generalmajor Earl Van Dorn. Obwohl die Stadt Pea Ridge im Krieg keine nennenswerten materiellen Schäden erlitt, waren die Zeiten hart. Als abtrünniger Staat unterstützte Arkansas offiziell die Konföderation, aber die Unterstützung war im Nordwesten von Arkansas nicht einhellig. Einige Familien, die ihre Wurzeln in Illinois, Indiana und Ohio hatten, sympathisierten mit der Union. Der Durchzug von Militäreinheiten durch das Gebiet brachte Instabilität und Unsicherheit mit sich, da die Kontrolle immer wieder wechselte.
Die Jahre nach dem Zweiten Weltkrieg brachten große Veränderungen. Im Jahr 1945 wurden die Farmen um Pea Ridge mit Strom versorgt. Anfang der 1950er Jahre wurden städtische Wasserwerke und Feuerwehren eingerichtet. Infolge dieser neuen wirtschaftlichen Möglichkeiten ist die Bevölkerung von Pea Ridge stetig gewachsen. Die Stadt besteht nach wie vor überwiegend aus Wohngebieten, mit einer Vielzahl von Dienstleistungsbetrieben und einigen kleinen Industriebetrieben. Viele Einwohner sind in großen Industrie- und Handelsunternehmen in Rogers und Bentonville beschäftigt, so dass die Wirtschaft von Pea Ridge eng mit dem Wirtschaftsleben des Großraums verbunden ist.

## Demografie
Nach der Volkszählung von 2020 leben in Pea Ridge 6559 Menschen. Die Bevölkerung teilt sich 2019 auf in 92,6 % Weiße, 0,6 % Afroamerikaner, 1,5 % amerikanische Ureinwohner, 0,4 % Ozeanier und 2,0 % mit zwei oder mehr Ethnizitäten. Hispanics oder Latinos aller Ethnien machten 9,0 % der Bevölkerung aus. Das mittlere Haushaltseinkommen lag bei 75.631 US-Dollar und die Armutsquote lag bei 7,8 % der Bevölkerung.